# 罗汝怀
罗汝怀（1804年—1880年），原名罗汝槐，字廿孙，一作念生、研生，湖南省长沙府湘潭县人，晚号梅根居士，清朝晚期训诂学者。:41

## 生平
1804年，罗汝怀出生在湖南省长沙府湘潭县。:41他曾在长沙城南书院学习。1837年（道光十七年）成为贡生。1880年去世。:41

## 著作
- . 湖南省长沙市: 岳麓书社. 2020-02-01. ISBN 9787553811383.
- . 湖南省长沙市: 岳麓书社. 2013-05-01. ISBN 9787553800462.
- 《诗古音疏证》
- 《禹贡古今义案》
- 《禹贡义参》
- 《七律流别集》
- 《潭雅集》
- 《湖南通志》
- 《绿漪草堂文集》
- 《周易训诂大谊》
- 《禹贡义案》
- 《毛诗古音疏证》
- 《汉书沟洫志补注》
- 《古今水道表》
- 《十三经字原》
- 《六书统考》
- 《绿漪草堂文集》
- 《绿漪草堂诗集》
- 《研华馆词》